# 8e cérémonie des Empire Awards
La 8e cérémonie des Empire Awards a été organisée en 2003 par le magazine britannique Empire, et a récompensé les films sortis en 2002.
Les récompenses sont votées par les lecteurs du magazine.

## Palmarès
Note : les gagnants sont indiqués en premier de chaque catégorie et typographiés en gras.

### Meilleur film
- Le Seigneur des anneaux : Les Deux Tours (The Lord of the Rings: The Two Towers)
  - Meurs un autre jour (Die Another Day)
  - Minority Report
  - Les Sentiers de la perdition (Road to Perdition)
  - Spider-Man

### Meilleur film britannique
- 28 jours plus tard (28 Days Later...)
  - 24 Hour Party People
  - Pour un garçon (About a Boy)
  - Joue-la comme Beckham (Bend It Like Beckham)
  - Le Gourou et les Femmes (The Guru)

### Meilleur acteur
- Tom Cruise pour le rôle de John Anderton dans Minority Report
  - Mike Myers pour le rôle d'Austin Powers dans Austin Powers dans Goldmember (Austin Powers in Goldmember)
  - Colin Farrell pour le rôle d'Ed Witwer dans Minority Report
  - Tom Hanks pour le rôle de Michael Sullivan dans Les Sentiers de la perdition (Road to Perdition)
  - Viggo Mortensen pour le rôle d'Aragorn dans Le Seigneur des anneaux : Les Deux Tours (The Lord of the Rings: The Two Towers)

### Meilleur acteur britannique
- Hugh Grant pour le rôle de Will Freeman dans Pour un garçon (About a Boy)
  - Steve Coogan pour le rôle de Tony Wilson dans 24 Hour Party People
  - Jude Law pour le rôle de Harlen Maguire dans Les Sentiers de la perdition (Road to Perdition)
  - Andy Serkis pour le rôle de Gollum dans Le Seigneur des anneaux : Les Deux Tours (The Lord of the Rings: The Two Towers)
  - Ian McKellen pour le rôle de Gandalf dans Le Seigneur des anneaux : Les Deux Tours (The Lord of the Rings: The Two Towers)

### Meilleure actrice
- Kirsten Dunst pour le rôle de Mary Jane Watson dans Spider-Man
  - Jennifer Connelly pour le rôle d'Alicia Nash dans Un homme d'exception (A Beautiful Mind)
  - Halle Berry pour le rôle de Jinx dans Meurs un autre jour (Die Another Day)
  - Hilary Swank pour le rôle d'Ellie Burr dans Insomnia
  - Miranda Otto pour le rôle d'Éowyn dans Le Seigneur des anneaux : Les Deux Tours (The Lord of the Rings: The Two Towers)

### Meilleure actrice britannique
- Samantha Morton pour le rôle d'Agatha dans Minority Report
  - Keira Knightley pour le rôle de Juliette « Jules » Paxton dans Joue-la comme Beckham (Bend It Like Beckham)
  - Kelly Macdonald pour le rôle de Marie Maceachran dans Gosford Park
  - Helen Mirren pour le rôle de Mme Wilson dans Gosford Park
  - Emily Watson pour le rôle de Reba McClane dans Dragon rouge (Red Dragon)

### Meilleur réalisateur
- Steven Spielberg pour Minority Report
  - Steven Soderbergh pour Ocean's Eleven
  - M. Night Shyamalan pour Signes
  - Sam Raimi pour Spider-Man
  - Peter Jackson pour Le Seigneur des anneaux : Les Deux Tours (The Lord of the Rings: The Two Towers)

### Meilleure scène
- Star Wars, épisode II : L'Attaque des clones pour le duel de Yoda
  - Austin Powers dans Goldmember (Austin Powers in Goldmember) pour la scène d'ouverture
  - Meurs un autre jour (Die Another Day) pour le combat à l'épée
  - Minority Report pour l'attaque des araignées
  - Le Seigneur des anneaux : Les Deux Tours (The Lord of the Rings: The Two Towers) pour le dilemme de Gollum

### Meilleur espoir
- Rosamund Pike pour le rôle de Miranda Frost dans Meurs un autre jour (Die Another Day)
  - Cillian Murphy pour le rôle de Jim dans 28 jours plus tard (28 Days Later...)
  - Parminder Nagra pour le rôle de Jesminder « Jess » Bhamra dans Joue-la comme Beckham (Bend It Like Beckham)
  - Neil Marshall pour Dog Soldiers
  - Martin Compston pour le rôle de Liam dans Sweet Sixteen

### Lifetime Achievement Award
- Dustin Hoffman

### Inspiration Award
- Michael Winterbottom (réalisateur) et Andrew Eaton (en) (producteur) pour 24 Hour Party People